# Jeff Parke
Jeff Parke (Abington, 23 maart 1982) is een Amerikaans voetballer.

## Clubcarrière
Parke werd als laatste gekozen door MetroStars in de MLS SuperDraft 2004. Hij maakte zijn debuut op 3 april 2003 tegen Columbus Crew. In zijn eerste jaar speelde hij in achtentwintig competitiewedstrijden voor de MetroStars. Parke's speeltijd bleef ook in de opeenvolgende seizoenen zeer stabiel. In 2005 speelde hij negentien keer in de basis, in 2006 eenendertig keer, in 2007 zesentwintig keer en in 2008 drieëntwintig keer. Op 31 maart 2009 tekende Parke bij Vancouver Whitecaps dat destijds uitkwam in de USL First Division. Na zeven competitiewedstrijden bij Vancouver tekende hij in mei van 2010 bij Seattle Sounders.
Parke bleef drie seizoenen bij Seattle en werd in 2011 en 2012 verkozen als Seattle's verdediger van het jaar. In december van 2012 werd hij naar Philadelphia Union gestuurd. Na één seizoen bij Philadelphia, waarin hij in eenendertig competitiewedstrijden speelde, tekende hij op 14 januari 2014 bij DC United. Philadelphia Union ontving in de ruildeal verdediger Ethan White van DC United. Op 9 maart 2014 maakte hij tegen Columbus Crew zijn debuut voor DC United.

## Interlandcarrière
Op 25 januari 2012 maakte hij als invaller tegen Panama zijn debuut voor de Verenigde Staten.